# Hadaka-jime
Hadaka-jime (裸絞 hadakajime?) es una técnica de estrangulación aérea utilizada en el judo. Es considerada una de las 36 técnicas de constricción de la lista shime-waza de la escuela Kodokan. El término desnuda hace referencia a que se puede utilizar sin necesidad de gi o uniforme de entrenamiento.

## Ejecución
El atacante se sitúa tras la víctima y rodea su cuello con el brazo, apoyando una mano en el hombro del rival con la palma hacia arriba y posicionando su otro brazo con el hueso de la muñeca contra la garganta. Desde esa posición, el usuario une ambas manos y las asegura, tirando hacia atrás para ejercer presión con el radio contra la tráquea del oponente, cortando el paso de aire a través de ella y generando dolor.